# Tiziano Terzani
Tiziano Terzani (n. 14 septembrie 1938, Florența, Regatul Italiei – d. 28 iulie 2004, Orsigna⁠(d), Pistoia, Toscana, Italia) a fost un jurnalist și scriitor italian.

## Viața
Terzani s-a născut la Florența. A studiat în Pisa dreptul și își începe cariera la firma Olivetti. Face prima călătorie de afaceri în 1965 în Extremul Orient în (Japonia). Studiază la Universitatea Columbia în New York Sinologia. În 1971 merge cu familia sa la Singapore, ca reporter pentru Der Spiegel, publicând și pentru cotidianele Corriere della Sera și La Repubblica.
Aspectele spirituale din Thailanda sau Japonia joacă un foarte puternic rol. În 1975 a fost unul din puținii reporteri rămași în Saigon, în timp ce comuniștii din Vietnamul de Nord ocupau orașul. A fost arestat în Beijing în 1984, pentru „activități contrarevoluționare“ iar după o lună expulzat într-un lagăr de reeducare.
Terzani a continuat să trăiască în Tokio, Singapore, Hong Kong, Bangkok. New Delhi a fost țara adoptivă.
Pe lângă reportaje și eseuri a scris mai multe cărți despre Asia. Cunoscută este povestirea de călătorie „Fliegen ohne Flügel“.

## Opere
- Pelle di leopardo. Diario vietnamita di un corrispondente di guerra 1972-1973, Milano, Casa editrice Feltrinelli, 1973
- Giai Phong! La liberazione di Saigon, Milano, Feltrinelli, 1976
- La porta proibita (libro)|La porta proibita, Milano, Longanesi, 1984
- Buonanotte, signor Lenin, Milano, Longanesi, 1992
- Un indovino mi disse, Milano, Longanesi, 1995
- In Asia, Milano, Longanesi, 1998
- Lettere contro la guerra, Milano, Mondolibri, 2002
- Contro la guerra. Tiziano Terzani a Ravenna. Sala D'Attorre di Casa Melandri, Ravenna. Presentazione del suo libro Lettere contro la guerra, Ravenna, Edizioni Carismatici francescani, 2002
- Un altro giro di giostra, Milano, Longanesi, 2004
- La fine è il mio inizio, a cura di Folco Terzani, Milano, Longanesi, martie 2006 (postum)
- Fantasmi. Dispacci dalla Cambogia, Milano, Longanesi, februarie 2008 (postum)